# Rico Peter
Rico Peter (ur. 13 września 1983 w Luthern) – szwajcarski bobsleista, brązowy medalista mistrzostw świata.

## Kariera
Pierwszy sukces w karierze osiągnął w sezonie 2014/2015, kiedy zajął trzecie miejsce w klasyfikacji Pucharu Świata dwójek. Wyprzedzili go jedynie Łotysz Oskars Melbārdis oraz inny reprezentant Szwajcarii, Beat Hefti. Był też między innymi siódmy w tej konkurencji podczas mistrzostw świata w Winterbergu w 2015 roku. Rok wcześniej wystartował na igrzyskach olimpijskich w Soczi w 2014 roku, gdzie rywalizację w dwójkach ukończył na dziesiątej pozycji. Na rozgrywanych w 2016 roku mistrzostwach świata w Igls zdobył brązowy medal w czwórkach.